# Parti ouvrier allemand (Bohême)
Pour les autres significations, voir Parti ouvrier allemand.
Le Deutsche Arbeiter Partei, aussi appelé en français Parti ouvrier allemand de Bohême, ou Parti ouvrier allemand autrichien (1904-1926) était un parti politique nationaliste et socialiste, précurseur du nazisme. En 1918, il s'est rebaptisé Deutsche nazionalsozialistische Arbeiter Partei (DNSAP). Il ne faut pas le confondre avec le Parti nazi d'Adolf Hitler, qui portera presque les mêmes noms (DAP puis NSDAP) et a été créé plus tard (1919) avec une idéologie quasi identique. Les deux partis nationaux-socialistes finiront d'ailleurs par fusionner.

## Histoire
Le parti ouvrier allemand de Bohême (très antérieur au DAP munichois) est organiquement issu d’organisations socialistes et syndicales au sein de l'Empire autrichien : « Syndicats et partis se scindèrent en des formations tchèques et allemandes : en 1898, naquit un Parti national-socialiste ; en 1904, le Deutsche Arbeiterpartei (DAP) vit le jour à Trautenau, appuyé sur les syndicats allemands réunis en une Commission centrale des associations syndicales allemandes ; un tiers de celles-ci adhéraient au DAP. Ses membres étaient des employés de commerce, des ouvriers, des mineurs et des cheminots dont une partie avait auparavant soutenu les sociaux-démocrates. ». En 1910, son chef, Walter Riehl, était venu du SPD.
Le DAP de Bohême se rebaptisera Deutsche nazionalsozialistische Arbeiterpartei (DNSAP) en 1918, soit avant même la fondation du parti nazi allemand DAP-NSDAP. Les deux partis entretiendront ensuite des liens. Concernant le DAP de Bohême : « Il eut des contacts avec le mouvement de Hitler au début des années 1920 mais en 1923 celui-ci avait assis sa suprématie et, en 1926, Hitler fut reconnu comme le seul chef des 2 sections, autrichienne et allemande, du NSDAP nouvelle mouture ».
Concernant l'influence sur Hitler, l'historienne Marlis Steinert considère que « beaucoup de thèmes de la Weltanschauung nazie sont donc déjà présents et largement répandus en Autriche pendant l'enfance et la jeunesse d'Adolf Hitler. Il les a perçus et intériorisés pour pouvoir, au moment voulu par l'histoire, amalgamer ce "modèle autrichien" avec les idéologies héritées du IIe Reich ».